# CFR 46 sorozat
A CFR 46 sorozat egy román Bo'Bo' tengelyelrendezésű 25 kV 50 Hz AC áramrendszerű villamosmozdony-sorozat. 2002-ben összesen 3 db-ot alakítottak át az egykori  jugoszláv RadeKoncar által 1973-ban gyártott CFR 43 sorozatból. A CFR Călători üzemelteti.